# Вахански език
Ваханският език е език, говорен от малобройната етническа група ваханци. Езикът е разпространен в Пакистан (около 9 хиляди говорещи), Таджикистан (7 хиляди), Афганистан (10 хиляди) и Китай (6 хиляди). Принадлежи към памирската подгрупа на новоиранските езици.
Ваханците (самоназвание: /xi:k/ или /xi:k'wɯ:r/ „ваханоговорещи“) обитават най-високите планински области в Припамирието в Таджикистан (в областта Вахан /Wux/ по долината на река Пяндж и нейния приток Вахан-даря) и съседните държави: Афганистан, Пакистан и Китай (Синдзян). Броят на владеещите вахански език може да се определи приблизително: около 6 – 7 хиляди на територията на бившата Таджикистанска ССР (1975 г.) в селата Вранг, Нижний и Верхний Наматгут, Раманит, Шитхарв, Птуп, Вънукут, Ширгин, Лянгар-Кишн, и по-малки общности в съседните държави: селата Дадфор в Китай, Хандуд, Ишмърг, Сархад в Афганистан. Ваханският език е безписмен като всички памирски езици, за писмени нужди ваханците използват официалните книжовни езици на съответните държави (персийски: таджикски, дари; пущунски, китайски). Разработен е и вариант на кирилицата за ваханския език, но той не е официално въведен.
Първите сведения за ваханския език датират от първата половина на 19 век в пътните записки на Бърнс. Най-подробни сведения за езика са събрани в монографията на Шоу, която съдържа описание на морфологията, кратък речник и примерни текстове на синдзянския диалект. Този труд има основно значение за по-нататъшното изучаване на езика от Томашек, Гайгер и други. Норвежкият езиковед-иранист Моргенстерн издава през 1938 монографията „Indo-iranian frontier languages“, посветена на индоиранските езици, която съдържа и описание на ваханския диалект, говорен в Пакистан, с кратко описание на съвременната му фонетика и морфология и кратък речник с историко-етимологичен коментар. Изследвания на ваханските диалекти, разпространени в съветски Таджикистан, са публикувани от Климчицкий, Соколова, Пахалина.

## Граматика
Морфологията на ваханския език е значително опростена в сравнение с древните ирански езици. Частите на речта могат да бъдат условно разделени на имена и глаголи. Между съществителни, прилагателни, числителни и наречия съществува слаба семантична и морфологична граница поради силната многозначност, например /i̯irk/ означава „ечемик“ и „ечемичен“.

### Съществителни имена
Съществителните имена във ваханския език се изменят по падеж (пряк и косвен) и число (единствено и множествено). Падежните форми имат изразен морфологичен показател само в множествено число (-iʃ(t) за пряк, – əv за косвен падеж). Пряката форма се употребява, когато името е изпълнява функцията на подлог или има функция на предикат: /'jət-iʃ ti pup 'pətr-iʃ/ „те са синове на дядо ти“. Косвената форма се употребява във всички останали случаи: /niv u̯uz da ti 'ðuγd-əv-ən nə 'nəzdəm/ „няма да живея с дъщерите ти“. В единствено число морфологична разлика между двата падежа няма: /u̯uz gɨlqɨrbɯ:n vɨ'rɨtəm/ „аз съм брата на Гулкорбон“, /pis 'nixiv/ „пусни котката!“. Категорията род е изчезнала – остатъци от нея се забелязват при отделни думи: /χər'i̯a:n/ „племенник“ (праиран. *xwahriyanā – ж.р.), /χər'i̯u:n/ „племенница“ (*hwahriyana – м.р.), /χur/ „магаре“ (праиран. *xara – м.р.), χar – в /mɯt͡ʃ'χar/ „магарица“ (праиран. *xarā – ж.р.).
В качеството на определителен член се употребява показателно местоимение /i̯a/, по-рядко /i̯ət/, /i̯əm/: /i̯a i:u̯ pətr tu ʃəkɯ:'ri:, i̯a i:w tu ʃə'bɨ:n/ „единият син бил ловец, а другият – овчар“.

### Прилагателни и числителни имена
Тези части на речта не се изменят по число или падеж, ако не са употребени самостоятелно. Употребяват се и заети от персийски изафетни словосъчетания: /aramxɯ:'na-i̯i pɯt'ʃɯ:/ „царски покои“, като в западните говори този модел е продуктивен поради влиянието на таджикския език. Сравнителната степен на прилагателните може да се образува с помощта на суфикс – tər, но той често се изпуска: /Zu:ng t͡se Kixn-ən past/ „(село) Зунг се намира по-високо от (село) Кишн“. Превъзходната степен се образува чрез повторение на прилагателното: /i̯au̯ das rəʂ-rəʂ/ „нейните ръце са най-мръсни“.
Бройната система на ваханския език е двадесетична. Числителните от 1 до 10, 20 и 100 са прости: 1 /(i̯)i:(u̯)/, 2 /bu(i̯)/, 3 /tru(i̯)/, 4 /cɨbɨ:r/, 5 /pa:nd͡z/, 6 /ʃa:d/, 7 /ɨb/, 8 /at/, 9 /na:u̯/, 10 /ðas/, 20 /bi:st/, 100 /sad/. Останалите числителни се образуват по следния начин: 12 /ðas bui̯/ (= 10 + 2), 30 /(i̯):i bi:stə ðas/ (= 1 x 20 + 10), 32 /(i̯)i: bi:stə ðas bui̯/ (= 1 x 20 + 12), 60 /tru bi:st/ (= 3 x 20), Числителните 20 и 100 са заети от персийски език.

### Глагол
При глаголите се различават 3 глаголни основи: сегашна, минала и перфектна. Основата за минало време наследява староиранската причастна форма, а перфектната основа е производна на миналата: /i̯u:nd/-/i̯ut/-/i̯utk/ „нося“, /ʂ(ɨ)kəð/-/ʂ(ɨ)kən/-/ʂ(ɨ)kəŋg/ „чупя се“. Спрежението на глаголите е доста своеобразно. Формите за сегашно-бъдеще време се образуват с помощта на глаголни окончания за всяко лице, например: /u̯uz 'ɨfəm/ „аз тъка“, /tu 'ɨf(i:)/ „ти тъчеш“, /i̯aw ɨft/ „той/тя тъче“, /sak 'ɨfən/ „ние тъчем“, /'sa(i̯)iʃt 'ɨfəv/ „вие тъчете“, /'i̯a(u̯)iʃt 'ɨfən/ „те тъкат“. При глаголи, които се изразяват преизказно с помощта на спомагателен глагол (/t͡sə'rak/ „правя“), спомагателният глагол се изпуска и окончанията се прибавят непосредствено към името: /pɯk/ „чист“, /u̯uz 'pɯkəm/ „аз чистя“, /sak 'pɯkən/ „ние чистим“, но /i̯aw pɯk t͡sart/ „той чисти“
Формите, образувани от миналата и перфектната основа, се образуват с помощта на модална частица, която не е задължително да се добавя към глагола, а може да се добави към която и да е част на изречението (обикновено към подлога): /'u̯əz-əm 'i̯au̯-i: gɯt/ „намерих го“ (частицата – əm е добавена към подлога /u̯əz/ „аз“, а не към глагола /gɯt/- „намирам“).
Неизменяемите глаголни форми са инфинитив, който има и функции на отглаголно съществително, и 2 причастия: сегашно и минало.
При глаголите отсъстват продуктивни словообразувателни модели, нови глаголи се образуват с помощта на спомагателен глагол /t͡sə'rak/ „правя“. При някои глаголи се забелязват вкаменели представки, които вече не са продуктивни във ваханския език: /farγi:r-/ „завъртам се“: /ʁi:r-/ „въртя“; /pɨrkʂɨi̯-/ „подслушвам“: /kʂɨi̯-/ „слушам“, а други се откриват единствено при сравнение с друг ирански език, тъй като самостоятелната основа е изчезнала от вахански.

### Синтаксис
Употребяват се предлози и следлози, много от които произлизат от съществителни имена. Голям брой следлози и съюзи са заети от персийския език.

## Примери на думи
/bɯ'land/ „висок“, /baf/ „добър“, /ðɯn'ðɯk/ „зъб“, /pɯð/ „крак“, /i̯aʃ/ „кон“, /d͡zə'qlai̯/ „малък“, /tə'qi/ „много“, /guʂt/ „месо“, /ʈ͡ʂəʐm/ „око“, /mur/ „облак“, /rɯχ'nig/ „огън“, /ɣɯ'dim/ „пшеница“, /putr/ „син“ /t͡sə'rak/ „правя“ (инф.), /wiŋg/ „виждам“ (инф.), /xə'nak/ „казвам“ (инф.)
Ей бзыргв̌ор Тат ки дə осмонəт цəй! /ei̯ bzɨr'gu̯ɯr tat ki də ɯs'mɯnət t͡səi̯!/ „Отче наш, Който си на небесата!“